# Friedrich von Haan
(Josef) Friedrich svobodný pán von Haan (německy Joseph Friedrich Freiherr von Haan) (9. února 1838 Vídeň – 13. ledna 1906 Benátky) byl rakousko-uherský admirál. Jako absolvent námořní akademie sloužil u c. k. námořnictva od roku 1856. Zúčastnil se několika válek, absolvoval cesty kolem světa, kromě služby na lodích se uplatnil také v diplomacii. Svou kariéru završil u velení námořích základen v Pule a Terstu, v roce 1892 byl penzionován v hodnosti kontradmirála.

## Biografie
Pocházel ze šlechtické rodiny, byl synem barona Josefa von Haan (1804–1890), dvorního a místodržitelského rady. Po pěti ročnících gymnázia studoval na C. k. námořní akademii v Terstu a v roce 1856 vstoupil k rakouskému válečnému námořnictvu. Jako kadet začínal u jednotek námořní pěchoty v Pule, poté sloužil na lodích SMS Schwarzenberg a SMS Novara, v letech 1857–1858 na korvetě SMS Carolina absolvoval cestu podél západní Afriky. Poté byl přidělen k oblastnímu námořnímu velitelství v Benátkách a Terstu a v roce 1861 získal hodnost praporčíka. Na dělovém člunu Seehund se v roce 1864 zúčastnil dánsko-německé války. V roce 1866 byl povýšen na poručíka II. třídy a během války s Itálií sloužil v přístavu Peschiera na břehu jezera Lago di Garda (1866). 
Jako důstojník na pancéřové fregatě SMS Erzherzog Ferdinand Max absolvoval v roce 1867 cestu na Blízký východ. V roce 1868 byl povýšen na poručíka I. třídy a v letech 1869–1870 působil v centrální kanceláři námořní sekce ministerstva války. S kadety C. k. námořní akademie absolvoval v letech 1870–1871 cestu kolem světa na fregatě SMS Novara a po návratu byl velitelem jednotek námořní pěchoty v Pule a Terstu. V Pule později působil u námořního arzenálu a ve vojenské sekci námořního sborového velitelství.
K datu 1. listopadu 1879 byl povýšen na korvetního kapitána, v té době kotvil s lodí SMS Taurus v Istanbulu a v roce 1880 byl znovu přidělen k oblastnímu námořnímu velitelství v Terstu. V letech 1883–1886 zastával funkci námořního atašé na rakousko-uherském velvyslanectví v Londýně a mezitím v roce 1884 získal hodnost fregatního kapitána. V roce 1886 byl krátce zástupcem velitele arzenálu v Pule a poté velitelem fregaty SMS Radetzky jako vlajkové lodi divize v Jaderském moři. Ke dni 1. května 1886 byl povýšen na kapitána řadové lodi a v roce 1887 byl přeložen ke sborovému námořnímu velitelství v Pule a od roku 1888 sloužil znovu v Terstu. V dubnu 1891 byl odeslán na jednoroční dovolenou, do aktivní služby se již nevrátil a k datu 1. října 1892 byl penzionován v hodnosti kontradmirála. Na penzi se v roce 1901 usadil v Benátkách, kde také zemřel.

## Rodina
V roce 1887 se v Badenu oženil s baronkou Johannou Kollerovou (1851–1931), dcerou generála jezdectva, rakousko-uherského ministra války a místodržitele v Čechách Alexandra Kollera (1813–1890). Z manželství se narodila jediná dcera Marie Terezie (1890–1933).
Měl tři mladší bratry, kteří se také uplatnili v různých sférách veřejného života. Bratr Ernst (1839–1887) byl diplomatem a generálním konzulem v Istanbulu, další bratr Eugen (1842–1931) působil na ministerstvu zahraničí jako sekční šéf, nejmladší bratr Karl (1847–1910) sloužil v c. k. armádě a dosáhl hodnosti rytmistra.

## Tituly a ocenění
Byl nositelem šlechtického titulu svobodný pán, který rodina získala v roce 1807. Během služby u námořnictva se stal nositelem několika vyznamenání v Rakousku-Uhersku i v zahraničí.

### Rakousko-Uhersko
- Válečná pamětní medaile (1864)
- Řád železné koruny III. třídy s válečnou dekorací (1866)
- Válečná medaile (1873)
- Služební odznak pro důstojníky III. třídy (1878)
- Vojenská záslužná medaile (1890)
- Jubilejní pamětní medaile (1898)

### Zahraničí
- důstojnický kříž Řádu Guadalupe (1867, Mexiko)
- Řád Medžidie III. třídy (1880, Osmanská říše)
- komandérský kříže Řádu růže (1886, Brazílie)